# شركة أغذية
شركة أغذية وفقًا لقانون الاتحاد الأوروبي، فإن شركات الأغذية هي جميع الشركات التي «تنفذ نشاطًا متعلقًا بإنتاج الأغذية ومعالجتها وتوزيعها».